# Bröhan-Museum
Het Bröhan-Museum is een museum in Berlijn.
Dit kleine museum is gevestigd in een laat-neoklassiek gebouw. De collectie werd samengesteld door Karl H. Bröhan, die vanaf 1966 kunstwerken behorend tot de art nouveau (jugendstil of sezessionstijl) en art deco verzamelde. Vooral de kunstenaars van de Berlijnse Sezessionbeweging zijn goed vertegenwoordigd. Ook is er fraai meubilair, aardewerk, glaswerk, zilverwerk en textiel tentoongesteld. De belangrijkste zalen van het museum zijn stuk voor stuk gewijd aan een bepaalde kunstenaar, van wie meestal verschillende kunstvormen worden getoond, zoals Émile-Jacques Ruhlmann. Andere onderdelen van de collectie zijn de meubels van Hector Guimard, Eugène Gaillard, Henry Van de Velde en Joseph Hoffmann, het glaswerk van Émile Gallé en porselein van de beste Europese fabrikanten.